# Simcha Rotem

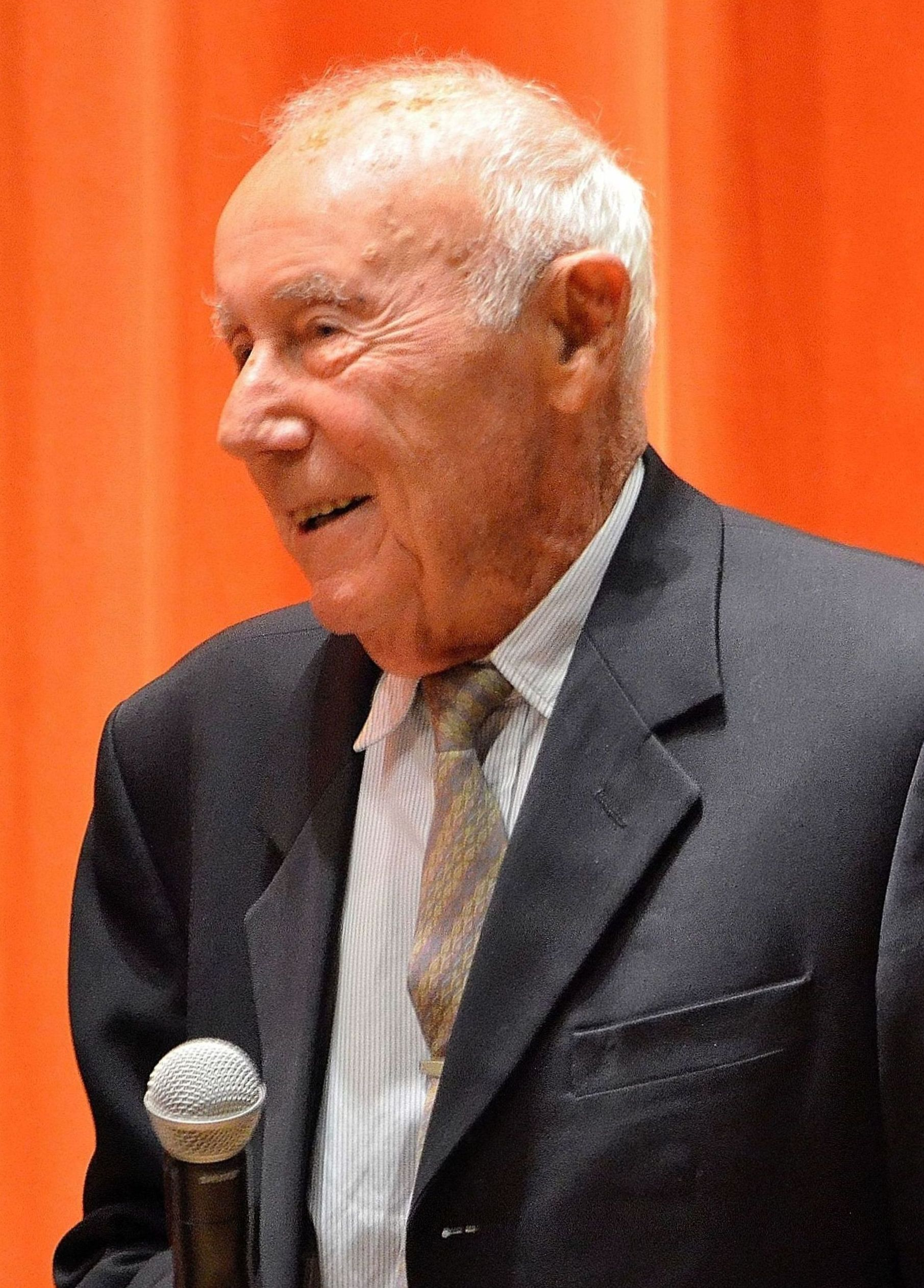
Simcha Rotem im April 2013

Simcha Rotem (geboren als Szymon Ratajzer) (geb. 24. Februar 1924 in Warschau; gest. 22. Dezember 2018 in Jerusalem) war unter dem Decknamen Kazik Ratajzer Mitglied des jüdischen Untergrunds in Warschau und diente als Chefkurier der Jüdischen Kampforganisation (ŻOB), die neben anderen Organisationen den Aufstand des Warschauer Ghettos gegen die Deutschen Besatzer geplant und durchgeführt hat. Kazik war ein Pseudonym, ein beliebter polnischer Name, den ihm seine Kameraden gegeben hatten. Er galt in seinen letzten Lebensjahren als der letzte noch lebende Widerstandskämpfer des Warschauer Ghettos. Nach dem Krieg wanderte er nach Israel aus, wo er den Namen Simcha Rotem annahm.

## Widerstand im jüdischen Ghetto
Rotem schloss sich bereits früh der zionistischen Jugendorganisation an. Als 1939 zu Beginn des Zweiten Weltkriegs die Deutsche Wehrmacht Polen besetzte, war er 15 Jahre alt. 1942 wurde er Mitglied einer Widerstandsorganisation des Ghettos, der ŻOB. Diese und andere Organisationen wehrten sich bereits im Januar 1943 gegen Deportationen durch Polizei und Waffen-SS, als klargeworden war, wohin die Transporte gingen.
Am 19. April 1943 hatte die Rebellion jüdischer Aufständischer begonnen, die sich gegen SS-Einheiten wehrten. Kazik Ratajzer war eines der Stabsmitglieder der Jüdischen Kampforganisation (ŻOB), die den Ghetto‐Aufstand mit plante und ausführte. Er stand in Verbindung mit den ŻOB-Verantwortlichen außerhalb des Ghettos, organisierte Geld und suchte Verstecke. Als die Lage der Aufständischen im Mai 1943 endgültig aussichtslos geworden war, führte Rotem einige Dutzend Kameraden durch die Kanalisation nach draußen. Die Überlebenden versteckten sich in Wäldern nahe der Hauptstadt.
Die Deutschen legten das rund drei Quadratkilometer große Ghetto in Schutt und Asche, viele verbliebene Bewohner starben in den Flammen oder erstickten. Die blutige Niederschlagung des Aufstands besiegelte das Schicksal der meisten bis dahin überlebenden Warschauer Juden, die vor dem Krieg ein Drittel der Bevölkerung gestellt hatten. Tausende wurden erschossen oder in die Todeslager deportiert.

## Auszeichnungen und Ehrungen
- Großkreuz des Ordens Polonia Restituta (2013)
- Verdienstorden der Republik Polen (2003)
- Goldene Medaille der Polnischen Armee (Polnisch: Medal Wojska Polskiego) (2013)

## Bibliografie (deutsch)
- Kazik. Erinnerungen eines Ghettokämpfers. Autobiografie 1939–1945. Aus dem Hebr. von Ronit Mayer Beck. Berlin 1996 sowie Assoziation A, Berlin 2017, ISBN 978-3-86241-460-4